# Иоганн III (герцог Саксен-Лауэнбурга)
Иоганн III (1330 — 1356) — герцог Саксен-Бергедорф-Мёльна с 1343 года до своей смерти.
Старший сын герцога Альбрехта IV Саксен-Лауэнбургского и Беаты Шверинской, дочери Гунцелина VI, графа Шверинского. В 1343 году Иоганн III наследовал своему отцу как герцог Саксен-Бергедорф-Мёльна, ответвление герцогства Саксен-Лауэнбург. Он умер, не оставив наследника, и ему наследовал его младший брат Альбрехт V.